# Huskisson (Australie)
'Huskisson est une ville d'Australie, située en Nouvelle-Galles du Sud dans la ville de Shoalhaven. La population en 2006 s'élève à 778 personnes.

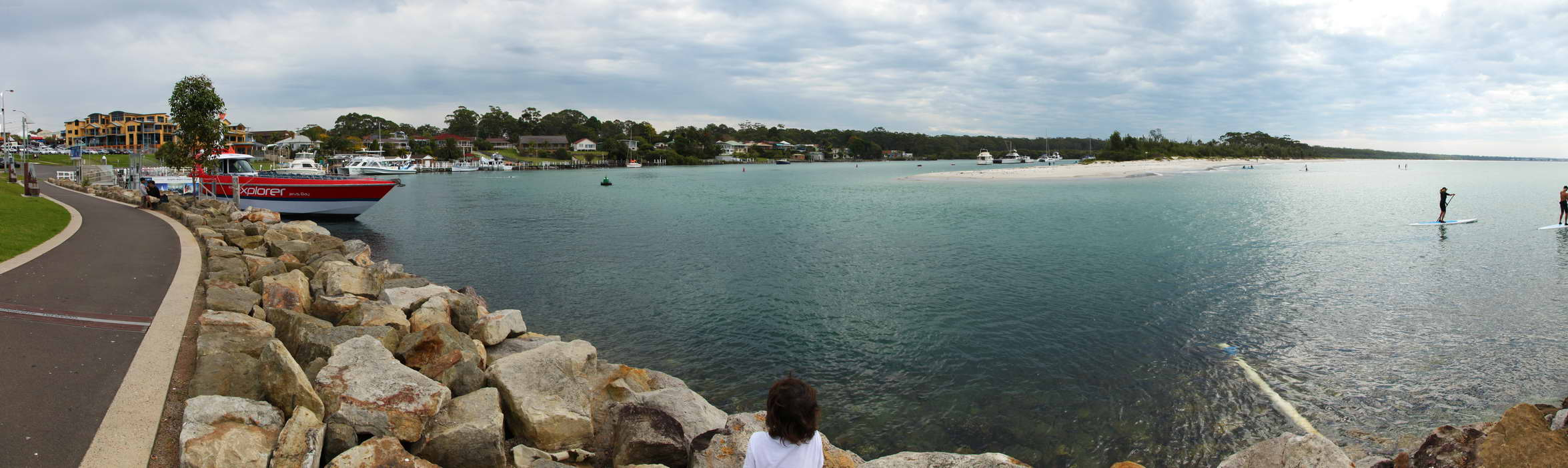
Panorama de la crique de Currambene